# Accusé (série télévisée)
Accusé est une série télévisée d'anthologie française en douze épisodes de 52 minutes, adaptée de la série britannique Accused par Laurent Vivier, et diffusée entre 14 janvier 2015 et le 11 mai 2016 sur France 2.

## Synopsis
À chaque épisode, un citoyen ordinaire se retrouve sur le banc des accusés. Nous remontons le fil de sa vie pour comprendre l'engrenage qui l'a poussé à un acte criminel. Sera-t-il jugé coupable ou innocent ?

## Distribution

### Saison 1
| Épisode 1 : L'histoire d’Hélène - Clémentine Célarié : Hélène Vidal - Jérôme Kircher : Jean Gabard - Michel Voïta : Marc Levasseur - Juliette Lamboley : Emma Levasseur - Nathalie Besançon : Manon - Benjamin Siksou : Nicolas Épisode 2 : L'histoire de Laurent - Lorànt Deutsch : Laurent Acuario - Fanny Valette : Juliette Cassel - Anna Mihalcea : Amélie Ducasse - Alain Doutey : Olivier Cassel Épisode 3 : L'histoire de Martin - Pascal Légitimus : Martin Forestier - Mathilde Lebrequier : Virginie Forestier - Alexandre Prince : Ben - Natacha Lindinger : Agathe Delors - Gauthier Battoue : Max | Épisode 4 : L'histoire de Sophie - Isabelle Gélinas : Sophie - Éric Savin : Fred - Florence Loiret Caille : Violette - Mata Gabin : Catherine - Yvon Back : Max Calmette - Audrey Chauveau : Avocate de Sophie Épisode 5 : L'histoire de Simon - Bruno Wolkowitch : Simon - Julie-Anne Roth : Charlotte - Anne Duverneuil : Céline - Laëtitia Fourcade : Sandrine - Grégoire Isvarine : Clément - Jacques Chambon : Président du tribunal Épisode 6 : L'histoire de Claire - Hélène de Fougerolles : Claire Brattner - Paul Bartel : Bastien - Antoine Duléry : Pierre Adamas - Anne Décis : Annick - Rayane Bensetti : Eliot - Stéphane Boucher : Le proviseur - Léon Vitale : Le Lieutenant Guichard |

### Saison 2
| Épisode 1 : L'histoire de Nathalie - Michèle Bernier : Nathalie - Miglen Mirtchev : Victor Épisode 2 : L'histoire d'Arnaud - Thierry Frémont : Arnaud - Lubna Azabal : Samia - Salomé Doduik : Lucie - Jeanne Rosa : Clémence - Aksel Ustun : Bogdan - Sacha Petronijevic : Manu - Aline Chétail : adjudante Marty Épisode 3 : L'histoire de Cécile - Émilie Dequenne : Cécile - Nina Meurisse : Éva | Épisode 4 : L'histoire de Léo - Grégory Fitoussi : Léo - Samuel Jouy - Sabrina Seyvecou - Patrick Descamps - Lou Garcia Épisode 5 : L'histoire de Jean - Thierry Godard : Jean - Édith Scob - Pascale Arbillot Épisode 6 : L'histoire de Chloé - Marilou Berry : Chloé - Thomas VDB - Olivia Côte - Isabelle de Hertogh |

## Production

### Développement
France 2 et 3e Œil Story, filiale de 3e Œil Productions, adaptent la série britannique Accused, créée par Jimmy McGovern (en) pour la BBC. La série est titrée Dérapage avant de prendre définitivement le nom Accusé.
Début 2015, la chaîne renouvelle la série pour une seconde saison.

### Tournage
La première saison est tournée entre janvier et avril 2014 à Lyon.

## Fiche technique
- Titre : Accusé
- Réalisation : Julien Despaux (1.01-02, 1.06), Didier Bivel (1.03-05)
- Scénario : Laurent Vivier
- Décors : Bruno Margery
- Costumes : Marion Moules & Matthieu Camblor
- Photographie : Laurent Dhainaut (1.01-02, 1.06) & Marc Falchier (1.03-05)
- Montage : Vincent Delorme (1.01-04, 1.06), Damien Combier (1.01-02, 1.06), Myriam Cadene (1.03-05), Françoise Roux (1.05)
- Musique : Fantôme (Éric Neveux, Bénédicte Pardijon et Jean-Pierre Ensuque)
- Casting : Gwendale Schmitz
- Production : Ivan Sadik
- Production déléguée : Pierre-Antoine Capton
- Sociétés de production : 3e Œil Story, avec la participation de France Télévisions
- Sociétés de distribution : France 2 (France)
- Budget :
- Pays d'origine :  France
- Langue originale : Français
- Format : couleur
- Genre : Drame, Judiciaire
- Durée : 52 minutes

## Épisodes

### Première saison (2015)
1. L'histoire d'Hélène (avec Clémentine Célarié)
2. L'histoire de Laurent (avec Lorànt Deutsch)
3. L'histoire de Martin (avec Pascal Légitimus)
4. L'histoire de Sophie (avec Isabelle Gélinas)
5. L'histoire de Simon (avec Bruno Wolkowitch)
6. L'histoire de Claire (avec Hélène de Fougerolles)

### Deuxième saison (2016)
1. L'histoire de Nathalie (avec Michèle Bernier)
2. L'histoire d'Arnaud (avec Thierry Frémont)
3. L'histoire de Cécile (avec Emilie Dequenne)
4. L'histoire de Léo (avec Grégory Fitoussi)
5. L'histoire de Jean (avec Thierry Godard)
6. L'histoire de Chloé (avec Marilou Berry)

## Accueil

### Audiences
La première saison attire en moyenne 3,5 millions de téléspectateurs, soit 14,3 % de part d'audience. Le 5e épisode réalise la meilleure audience de la série avec ses 3,9 millions de téléspectateurs (15,1 % de pda).

### Réception critique
La série est plutôt bien accueillie par la presse, recevant des notes entre bon et très bon. Télé Star parle d'une « belle surprise […] tant dans la construction […] que dans sa distribution haut de gamme ». Télé Loisirs juge le premier épisode une réussite, avec « une intrigue simple mais efficace, une réalisation sobre et froide, une interprétation juste et percutante ».
Pour Isabelle Poitte, de Télérama, l'adaptation française garde le « format à la croisée du polar et du drame psychologique » de la série britannique, tout en retirant « la vision âpre et dérangeante de son créateur ». Certains épisodes montrent « un équilibre séduisant entre suspense et ambiguïté morale », tandis que d'autres gardent « une saveur artificielle ». Samuel Douhaire, du même magazine, critique un « contraste […] surprenant entre la réalisation très anxiogène […] et le côté « propret » des intrigues ».
En comparant l'adaptation française à son modèle britannique, Isabelle Poitte trouve que la grande différence est sur le traitement des personnages. La série française se concentre sur l'intrigue elle-même, dont les personnages sont seulement une partie, alors que la série britannique s'intéresse à l'accusé lui-même, et à sa personnalité.
Toujours en comparaison avec la série originale, le magazine belge Moustique ne l'estime pas « aussi percutante que son modèle dans sa mise en perspective sociétale » mais ajoute que « le concept et les acteurs se présentant à la barre suffisent à son attrait ».
Martine Delahaye, du journal Le Monde, juge que la série tombe dans les travers de la fiction française : « aucun fond social, des milieux en apparence cossus, un univers fictionnel prétendant au réalisme mais déconnecté du quotidien, des invraisemblances ou des rebondissements servant la seule mécanique du polar sans prise en compte de la complexité des personnages, un simplisme excluant les déchirures, les dilemmes ouvrant sur l’humain et sa diversité ». Elle regrette que les producteurs aient « tiré si peu profit du matériau très riche et infiniment plus subtil » de la série britannique.

### Récompense
- Festival des créations télévisuelles de Luchon 2016 : Pyrénées d'or de la meilleure série